# Indila
Indila, artiestennaam van Adila Sedraia (Parijs, 26 juni 1984), is een Franse zangeres.

## Levensloop en carrière
Sedraia begon met zingen in 2010. In dat jaar nam ze verschillende duetten op, onder meer met Soprano. Later volgden nog duetten met Rohff, Nessbeal en M. Pokora. In 2013 nam ze solo de single Dernière Danse op, die de eerste plaats bereikte in Griekenland, de tweede plaats in Frankrijk en Wallonië en de vijfde in het Belgische gewest Vlaanderen.
De volgende singles van het album Mini World waren Tourner dans le vide, S.O.S en Love Story. Na vier jaar stilte verscheen in augustus 2019 het nummer Parle à ta tête. In oktober 2020 werkte ze na lange tijd weer samen met artiest Amir en brachten ze het nummer Carrroussel uit.

## Discografie
| Album met hitnotering(en) in de Vlaamse Ultratop 200 albums | Datum van verschijnen | Datum van binnenkomst | Hoogste positie | Aantal weken | Opmerkingen |
| ----------------------------------------------------------- | --------------------- | --------------------- | --------------- | ------------ | ----------- |
| Mini world                                                  | 2014                  | 08-03-2014            | 16              | 57           | Goud        |

| Single met hitnotering(en) in de Vlaamse Ultratop 50 | Datum van verschijnen | Datum van binnenkomst | Hoogste positie | Aantal weken | Opmerkingen |
| ---------------------------------------------------- | --------------------- | --------------------- | --------------- | ------------ | ----------- |
| Dernière danse                                       | 2013                  | 22-02-2014            | 5               | 26           | Platina     |
| Tourner dans le vide                                 | 2014                  | 16-08-2014            | tip42           | -            |             |
| S.O.S.                                               | 2014                  | 01-11-2014            | tip49           | -            |             |

- Bibliothèque nationale de France: cb16903833f (data)
- Gemeinsame Normdatei: 1050746384
- International Standard Name Identifier: 0000 0004 3070 5554
- MusicBrainz: eee14992-d2ab-4c46-b1e2-51080504ba50
- Nationale Bibliotheek van Tsjechië: osa2015855470
- Réseau des bibliothèques de Suisse occidentale: 02-A024203847
- Virtual International Authority File: 307499628
- WorldCat: E39PBJpdTQxqPXfFQw8GCt7GpP